# MetaMask

MetaMask - logo cyfrowego portfela kryptowalut.

MetaMask to cyfrowy portfel kryptowalut, używany do transakcji Ethereum blockchain. Pozwala użytkownikowi na dostęp do swojego portfela Ethereum poprzez wtyczkę do przeglądarki lub aplikację mobilną, za pomocą których można wchodzić w interakcję ze zdecentralizowanymi rozwiązaniami technologicznymi. MetaMask jest tworzony przez ConsenSys Software Inc., firmę tworzącą oprogramowanie oparte na blockchain, wykorzystującą kryptowalutę Ethereum.

## Charakterystyka
MetaMask pozwala użytkownikom przechowywać i zarządzać kluczami kont, transmitować transakcje, wysyłać i odbierać kryptowaluty i tokeny oparte na Ethereum oraz bezpiecznie łączyć się ze zdecentralizowanymi aplikacjami za pośrednictwem kompatybilnej przeglądarki internetowej lub wbudowanej przeglądarki aplikacji mobilnej.
Strony internetowe lub inne zdecentralizowane aplikacje mogą łączyć, uwierzytelniać i/lub integrować inne funkcje inteligentnych kontraktów z portfelem MetaMask użytkownika (i innymi podobnymi rozszerzeniami przeglądarki portfela typu blockchain) za pośrednictwem kodu JavaScript, który umożliwia stronie internetowej wysyłanie zapytań o wykonanie akcji, próśb o podpis, lub żądania transakcji do użytkownika za pośrednictwem MetaMask jako pośrednika.
Aplikacja zawiera zintegrowaną usługę wymiany tokenów Ethereum poprzez agregację kilku zdecentralizowanych giełd (DEX) w celu znalezienia najlepszego kursu wymiany. Ta funkcja, oznaczona jako MetaMask Swaps, pobiera opłatę za usługę w wysokości 0,875% kwoty transakcji.
Według danych Bloomberg rozszerzenie przeglądarki MetaMask miało ponad 21 milionów aktywnych użytkowników miesięcznie.

## Historia
MetaMask został stworzony przez ConsenSys w 2016 r.
Przed 2019 rokiem MetaMask był dostępny tylko jako rozszerzenie przeglądarki na komputer dla przeglądarek Google Chrome i Firefox. Biorąc pod uwagę popularność MetaMask wśród użytkowników kryptowalut i brak oficjalnej aplikacji mobilnej przez kilka lat, przypadki złośliwego oprogramowania podszywającego się pod MetaMask stały się dla Google problematyczne w regulowaniu swoich platform Chrome Web Store i Google Play. W jednym przypadku Google Play nieumyślnie usunął oficjalną aplikację beta MetaMask przed cofnięciem decyzji tydzień później, 1 stycznia 2020 r.
Począwszy od 2019 roku MetaMask zaczął wydawać wersje aplikacji mobilnych do zamkniętych testów beta, a następnie we wrześniu 2020 roku oficjalnie udostępnił je na iOS i Androida.
W październiku 2020 r. do rozszerzenia pulpitu dodano MetaMask Swaps, wbudowaną usługę agregacji DEX. Produkt został udostępniony na urządzeniach mobilnych w marcu 2021 roku.